# Zanaco FC
Der Zanaco Football Club Fußballverein aus der sambischen Hauptstadt Lusaka, der in der Zambian Premier League, der höchsten Spielklasse Sambias spielt. Der Name Zanaco steht für den Sponsor des Vereins, die Zambia National Commercial Bank.

## Erfolge
- Sambischer Meister: 2002, 2003, 2005, 2006, 2009, 2012, 2016
- Sambischer Pokalsieger: 2002
- Zambian Challenge Cup: 1987, 1988, 2006
- Zambian Coca Cola Cup: 2001, 2004
- Zambian Charity Shield: 2001, 2003, 2006
- Barclays Cup: 2017

## Stadion
Seine Heimspiele trägt der Verein im Sunset Stadium in Lusaka aus. Das Stadion hat ein Fassungsvermögen von 20.000 Personen.

## Trainerchronik
| Trainer         | Nation | von             | bis               |
| --------------- | ------ | --------------- | ----------------- |
| Wedson Nyirenda | Sambia | 1. Februar 2009 | 31. Dezember 2011 |
| Keagan Mumba †  | Sambia | 2. Januar 2012  | 29. März 2014     |
| Mumamba Numba   | Sambia | 20. Januar 2015 | ?                 |
| Kelvin Kaindu   | Sambia | August 2021     | heute             |